# Kwiecewo (Osada)
Kwiecewo (Osada) (deutsch Adlig Queetz) ist ein Ort in der polnischen Woiwodschaft Ermland-Masuren. Er gehört zur Landgemeinde Świątki (Heiligenthal) im Powiat Olsztyński (Kreis Allenstein).

## Geographische Lage
Die Osada (= „Siedlung“) Kwiecewo liegt im nördlichen Westen der Woiwodschaft Ermland-Masuren, 26 Kilometer südwestlich der früheren Kreisstadt Heilsberg (polnisch Lidzbark Warmiński) bzw. 22 Kilometer nordwestlich der heutigen Kreismetropole Olsztyn (deutsch Allenstein).

## Geschichte
Adlig Queetz, einst Kwetz, nach 1785 Queetz und nach 1871 Adlig Queetz genannt, wurde vor 1626 als Gutsort und einem großen Park gegründet. Es liegt 1,5 Kilometer nördlich von Kwiecewo, dem einstigen Königlich Queetz, das nach 1919 nur noch Queetz genannt wurde.
Von 1845 bis 1857 war Leopold Freiherr von Hoverbeck Besitzer auf Adlig Queetz. Hier brachte er es vor allem als Obstbaumzüchter zu großem Ansehen.
Der Gutsbezirk Adlig Queetz kam 1874 zum neu errichteten Amtsbezirk Queetz im ostpreußischen Kreis Heilsberg, Regierungsbezirk Königsberg. Im Jahre 1910 zählte Adlig Queetz mit der zugehörigen Ortschaft Kienberg (polnisch Drzazgi) 100 Einwohner.
Am 30. September 1928 verlor Adlig Queetz seine Eigenständigkeit: das Gutsdorf wurde in die Landgemeinde Queetz eingegliedert.
In Kriegsfolge wurde 1945 das gesamte südliche Ostpreußen an Polen abgetreten. Das bisherige Adlig Queetz wurde wieder verselbständigt und erhielt wohl zunächst die polnische Namensform „Kwiecewko“ und ist heute die Osada Kwiecewo innerhalb der Gmina Świątki (Landgemeinde Heiligenthal) im Powiat Olsztyński (Kreis Allenstein), von 1975 bis 1998 der Woiwodschaft Olsztyn, seither der Woiwodschaft Ermland-Masuren zugehörig.

## Religion
Die Osada Kwiecewo gehört heute wie bereits Adlig Queetz vor 1945 zur römisch-katholischen Kirche in Kwiecewo (Queetz, bis 1919 Königlich Queetz), die heute zum Erzbistum Ermland gehört.
Außerdem war Adlig Queetz bis 1945 in die evangelische Kirche Guttstadt (Dobre Miasto) in der Kirchenprovinz Ostpreußen der Kirche der Altpreußischen Union eingepfarrt. Heute gehört die Osada Kwiecewo zur Diözese Masuren der Evangelisch-Augsburgischen Kirche in Polen.

## Verkehr
Zur Osada Kwiecewo führt von Kwiecewo aus eine Landwegverbindung. Eine Bahnanbindung besteht nicht.